# Premio Élie Cartan
El Premio Élie Cartan (en francés: Prix Élie Cartan) es un premio matemático de la Academia de Ciencias Francesa creado en 1980 y que se otorga cada tres años a un matemático francés o extranjero, menor de cuarenta y cinco años, que haya desarrollado un trabajo científico caracterizado por la introducción de nuevas ideas, o bien haya resuelto un problema difícil. El premio está dotado con un importe económico de 3000 euros (2015).

## Premiados
- 1981 Dennis Sullivan
- 1984 Mikhaïl Gromov
- 1990 Jean Bourgain
- 1993 Clifford Taubes
- 1996 Don Zagier
- 1999 Laurent Clozel
- 2002 Jean-Benoît Bost
- 2006 Emmanuel Ullmo[3]
- 2009 Raphaël Rouquier
- 2012 Francis Brown[1]
- 2015 Anna Erschler.[4]